# Pulverización catódica

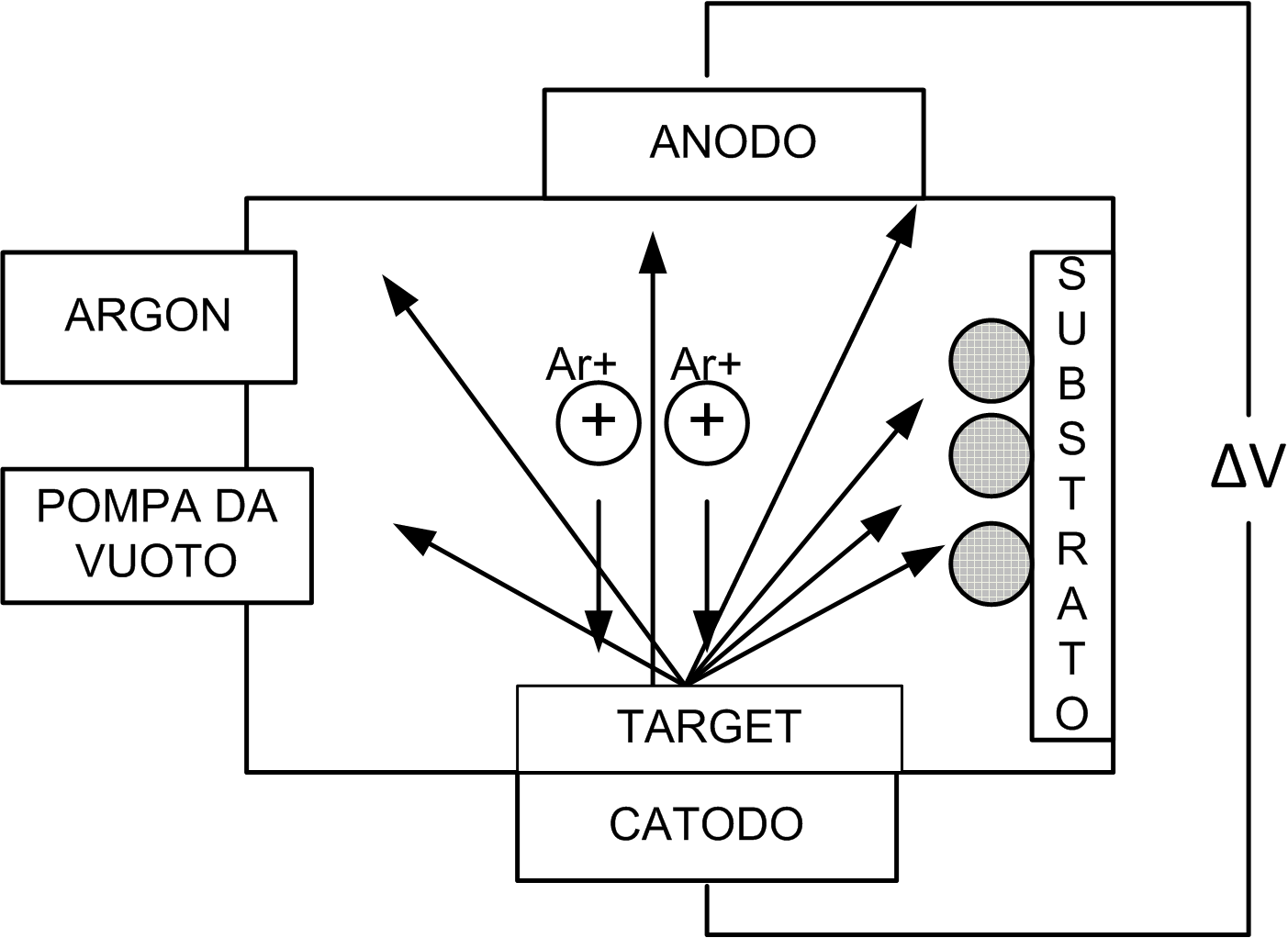
Esquema del proceso de pulverización catódica.

La pulverización catódica (o por su designación en inglés: sputtering) es un proceso físico en el que se produce la vaporización de los átomos de un material sólido denominado "blanco" mediante el bombardeo de este por iones energéticos. Este es un proceso muy utilizado en la formación de películas delgadas sobre materiales, técnicas de grabado y técnicas analíticas.
La pulverización catódica está causada principalmente por el intercambio de momento entre los iones y los átomos del material, debido a colisiones. Se puede pensar en el proceso como una partida de billar a nivel atómico, con los iones (bola blanca) golpeando una agrupación de átomos densamente empaquetados (bolas de billar). Aunque la primera colisión empuja a los átomos más hacia dentro en la agrupación, colisiones posteriores entre los átomos pueden tener como resultado que algunos de los átomos cerca de la superficie sean expulsados. El número de átomos expulsados de la superficie por ion incidente es el rendimiento de pulverización ("sputter yield") y es una medida importante de la eficiencia del proceso. Algunos factores que influyen en este parámetro, son la energía de los iones incidentes, sus masas y las de los átomos del blanco y la energía de enlace del sólido.

## Proceso de fabricación
Los iones para el proceso de pulverización se obtienen de un plasma que se genera en el interior del equipo de pulverización. En la práctica se usa una variedad de técnicas para modificar las propiedades del plasma, especialmente la densidad de iones, y así conseguir unas condiciones de pulverización óptimas. Entre ellas está el uso de una corriente alterna de radiofrecuencia, el uso de campos magnéticos y la aplicación de un potencial de polarización al blanco. Los átomos pulverizados, aquellos expulsados a la fase gaseosa, no están en su estado de equilibrio termodinámico. Por tanto, tienden a condensarse de vuelta a su estado sólido al chocar con cualquier superficie en la cámara de pulverización. Esto tiene como resultado la deposición del material pulverizado en todas las superficies de la cámara.

## Pulverización electrónica
El término pulverización electrónica puede referirse tanto a la pulverización inducida por electrones con alta energía (como por ejemplo en un microscopio electrónico de transmisión), o a la pulverización mediante iones de muy alta energía o iones pesados altamente cargados que transfieren energía al sólido principalmente mediante una irradiación de partículas en la que la excitación electrónica produce la pulverización.
La pulverización electrónica posee un alto factor de eficiencia de pulverización de aislantes, ya que las excitaciones electrónicas que producen la pulverización no son suprimidas en forma inmediata, como en cambio sucede en un material conductor. Un ejemplo en este sentido es la luna Europa de Júpiter que se encuentra recubierta de hielo, en ella iones de azufre con energías del orden del MeV provenientes de la magnetosfera de Júpiter pueden pulverizar hasta 10,000 moléculas de H2O.

## Usos
Este fenómeno se usa de forma extensiva en la industria de los semiconductores para depositar películas finas de diversos materiales sobre obleas de silicio. Se puede usar también para aplicar capas finas sobre cristal para aplicaciones ópticas. El proceso se puede llevar a cabo a temperaturas muy bajas, lo que le hace el método ideal para depositar puerta, fuente y drenador en transistores de película fina, así como contactos en diodos PIN. De hecho, el uso de la pulverización catódica para depositar películas finas sobre un substrato es seguramente una de sus aplicaciones más importantes hoy en día.
Una ventaja importante de la pulverización catódica como técnica de depósito es que las películas depositadas tienen la misma concentración que el material del blanco. Esto puede parecer sorprendente, ya que mencionamos antes que el rendimiento de pulverización depende del peso atómico de las especies involucradas. Por tanto, uno esperaría que uno de los componentes de la aleación se deposite más rápidamente que otros, llevando a un cambio de la concentración en la película resultante. A pesar de que es cierto que los componentes se pulverizan a velocidades diferentes, al tratarse de un fenómeno superficial la vaporización de una especie de forma preferente enriquece la superficie con átomos de las restantes, lo que compensa de forma efectiva la diferencia de velocidades de abrasión. Así, las películas depositadas tienen la misma composición que el blanco. Esto contrasta con las técnicas evaporativas, en la que un componente se evapora a menudo de forma preferencial, con el resultado de una película depositada con una composición distinta al material fuente.
Otra aplicación de la pulverización catódica es la erosión del material blanco. Un ejemplo ocurre en la espectroscopia de masas de iones secundarios, donde el blanco se pulveriza a velocidad constante. A medida que esto ocurre, la concentración e identidad de los átomos evaporados se determina por espectrometría de masas. De este modo, se puede determinar la composición del material investigado e identificar concentraciones extremadamente bajas de impurezas. Además, como la pulverización va atacando a capas cada vez más profundas, es posible obtener un perfil de concentración en función de la profundidad.